# Bolitoglossa marmorea
Bolitoglossa marmorea é uma espécie de anfíbio caudado pertencente à família Plethodontidae, sub-família Plethodontinae.